# Inuko Inuyama
Inuko Inuyama (jap. 犬山 イヌコ Inuyama Inuko; właściwie Chie Tozuka (jap. 戸塚 千絵 Tozuka Chie), ur. 16 grudnia 1965 w Tokio) – japońska seiyū. Znana jest m.in. jako głos Meowtha (jap. Nyarth) w anime Pokémon.

## Wybrane role
- Pokémon –
  - Nyarth (Meowth),
  - Yaoki (Timmy),
  - Kurumir (Sewaddle),
  - Kurumayu (Swadloon),
  - Hahakomori (Leavanny),
  - Dangoro (Roggenrola),
  - Urimoo (Swinub),
  - Inomo (Piloswine),
  - Glacia (Glaceon),
  - Kimawari (Sunflora)
- Król szamanów –
  - Manta Oyamada,
  - Sally
- My Hero Academia – Akademia bohaterów – Thirteen